# Abavus multisignatus
Abavus multisignatus är en tvåvingeart som beskrevs av Lindner 1949. Abavus multisignatus ingår i släktet Abavus och familjen vapenflugor. Inga underarter finns listade i Catalogue of Life.